# Асунсьйон
Асунсьйо́н або Ла-Муй-Но́бле-і-Леа́ль-Сьюда́д-де-Нуе́стра-Сеньйо́ра-Са́нта-Марі́я-де-ла-Асунсьйо́н (ісп. La Muy Noble y Leal Ciudad de Nuestra Señora Santa María de la Asunción, гуар. Paraguay) — місто, столиця Парагваю, політичний, економічний і культурний центр країни. Населення 729 тис. осіб. Місто засноване 1537 року на річці Парагвай як перше іспанське поселення в районі Ла Плата.

## Назва
Асунсьйон був заснований іспанськими завойовниками 1537 року. 15 серпня щорічно відзначається день заснування міста, яке також припадає на християнське свята Успіння Пресвятої Богородиці, тому його первісна назва звучало як «сьюдад де нуестра сеньйора Санта Марія да ла Асунсьйон», що в перекладі з іспанської значить «місто Успіння нашої Святої Марії Богородиці». Надалі місто стало називатися за скороченою формою — Асунсьйон, що в перекладі означає «успіння».

## Природні умови
Асунсьйон розташований в західній частині Парагваю, на рівнинному лівобережжі річки Парагвай, у місці злиття з річкою Пількомайо. Природні умови в місті складаються під впливом тропічного спекотного клімату. В січні середня температура становить +28 °C, у липні близько +18 °C.
| Клімат Асунсьйона                                                          | Клімат Асунсьйона | Клімат Асунсьйона | Клімат Асунсьйона | Клімат Асунсьйона | Клімат Асунсьйона | Клімат Асунсьйона | Клімат Асунсьйона | Клімат Асунсьйона | Клімат Асунсьйона | Клімат Асунсьйона | Клімат Асунсьйона | Клімат Асунсьйона | Клімат Асунсьйона |
| Показник                                                                   | Січ.              | Лют.              | Бер.              | Квіт.             | Трав.             | Черв.             | Лип.              | Серп.             | Вер.              | Жовт.             | Лист.             | Груд.             | Рік               |
| Абсолютний максимум, °C                                                    | 40,8              | 39,6              | 39,6              | 36,4              | 34,4              | 33,5              | 34,7              | 37,4              | 39,6              | 41,8              | 40,2              | 41,7              | 41,8              |
| Середній максимум, °C                                                      | 33,5              | 32,6              | 31,6              | 28,4              | 25,0              | 23,1              | 23,2              | 24,8              | 26,4              | 29,2              | 30,7              | 32,3              | 28,4              |
| Середня температура, °C                                                    | 28,2              | 27,5              | 26,5              | 23,5              | 20,4              | 18,5              | 18,2              | 19,6              | 21,2              | 23,9              | 25,4              | 27,1              | 23,3              |
| Середній мінімум, °C                                                       | 22,8              | 22,3              | 21,3              | 18,6              | 15,7              | 13,8              | 13,1              | 14,3              | 15,9              | 18,6              | 20,1              | 21,8              | 18,2              |
| Абсолютний мінімум, °C                                                     | 12,4              | 12,5              | 9,4               | 8,0               | −2                | −2                | 0,0               | 0,0               | 3,6               | 7,0               | 8,8               | 10,0              | −1,2              |
| Норма опадів, мм                                                           | 147.2             | 129.2             | 117.9             | 166.0             | 113.3             | 82.4              | 39.4              | 72.6              | 87.7              | 130.8             | 164.4             | 150.3             | 1401.2            |
| -------------------------------------------------------------------------- | ----------------- | ----------------- | ----------------- | ----------------- | ----------------- | ----------------- | ----------------- | ----------------- | ----------------- | ----------------- | ----------------- | ----------------- | ----------------- |
| Джерело: World Weather Information ServiceDanmarks Meteorologiske Institut |                   |                   |                   |                   |                   |                   |                   |                   |                   |                   |                   |                   |                   |

## Населення
Більшість жителів столиці (понад 90 %) належать до народу гуарані, до яких також відносять метисів іспано-гуаранійського походження.
Переважна частина віруючих Асунсьйона — католики, є також протестанти та православні християни.

## Освіта
- Національний університет Асунсьйона
- Автономний університет Асунсьйона

## Економіка
У місті виробляється текстиль, взуття і харчові продукти. Це важливий порт на річці Парагвай (біля впадіння в неї річки Пілкомайо), зв'язаний пароплавними лініями з Буенос-Айресом і Монтевідео.

### Транспорт
За 10 хвилин їзди на авто розташовано міжнародний аеропорт Сільвіо Петтіроссі.

## Галерея

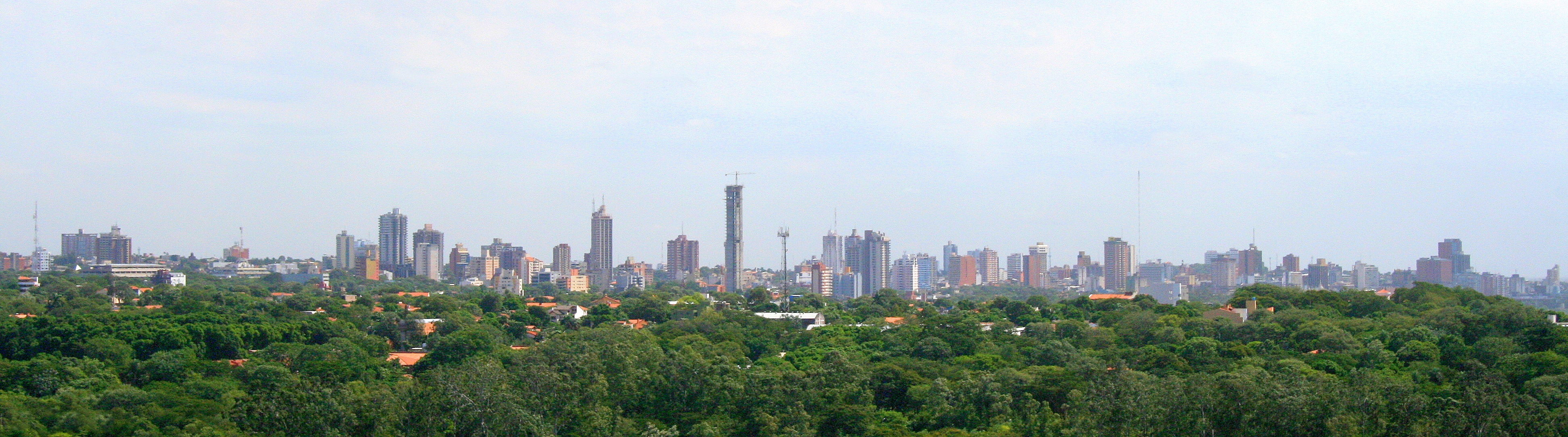
Діловий центр міста

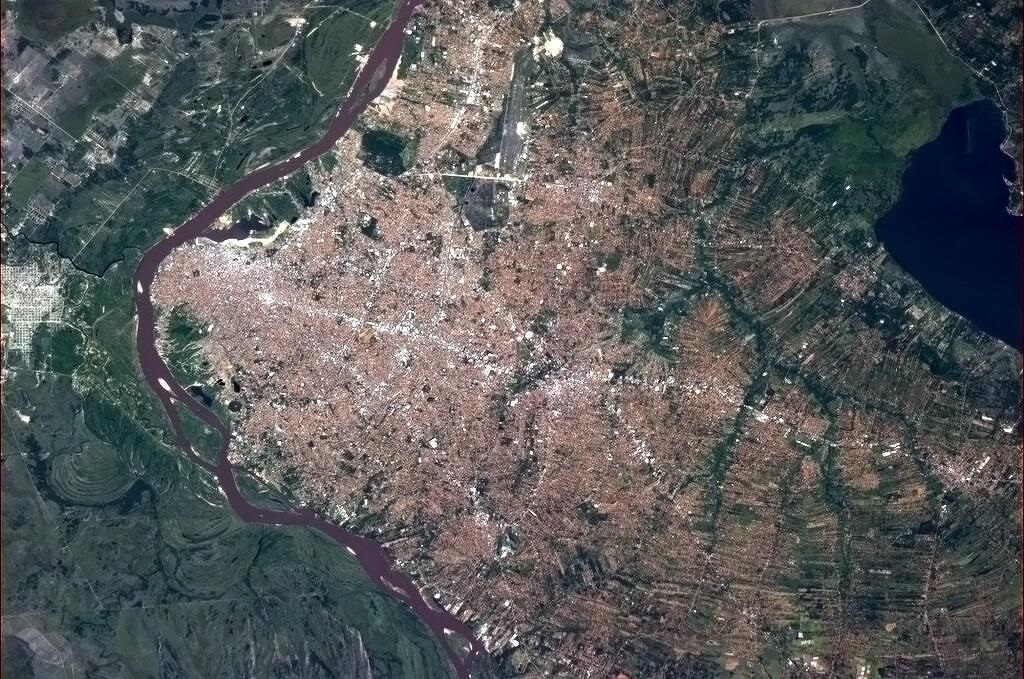
Асунсьйон, вид з Міжнародної космічої станції.
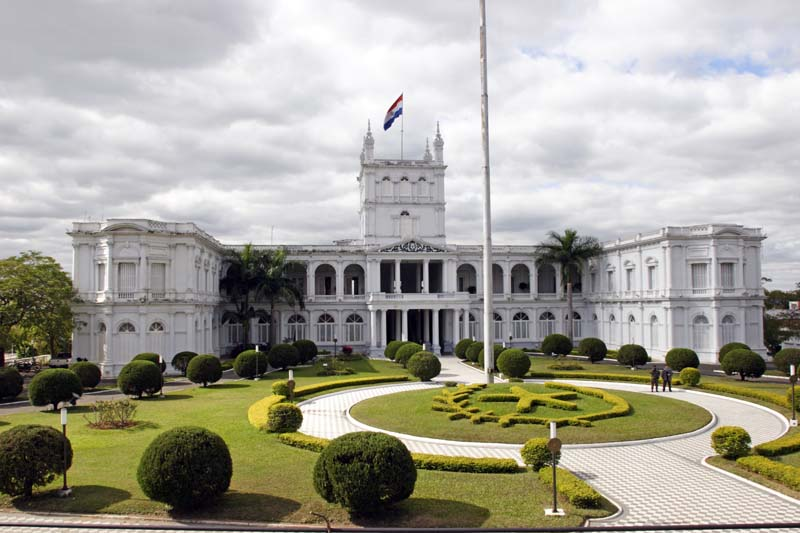
Палац Лопес, офіційна резиденція уряду і президента Парагваю.
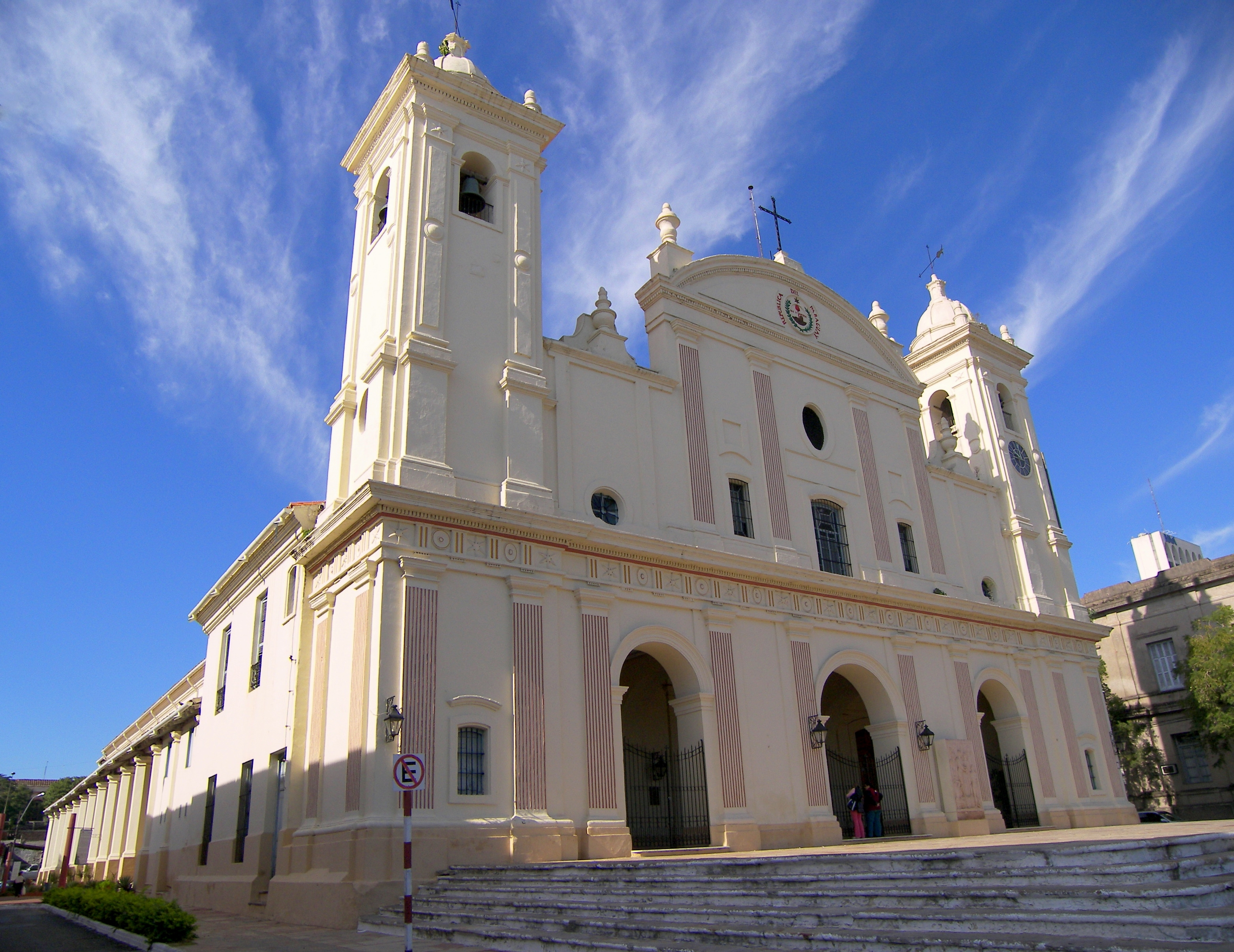
Кафедральний собор Асунсьйона.
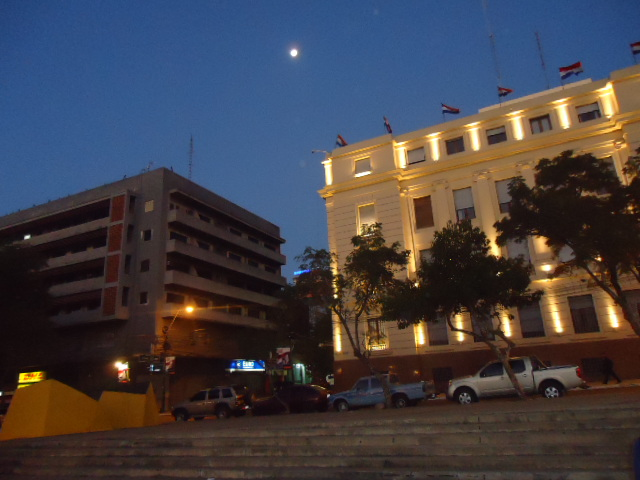
Площа Демократії.
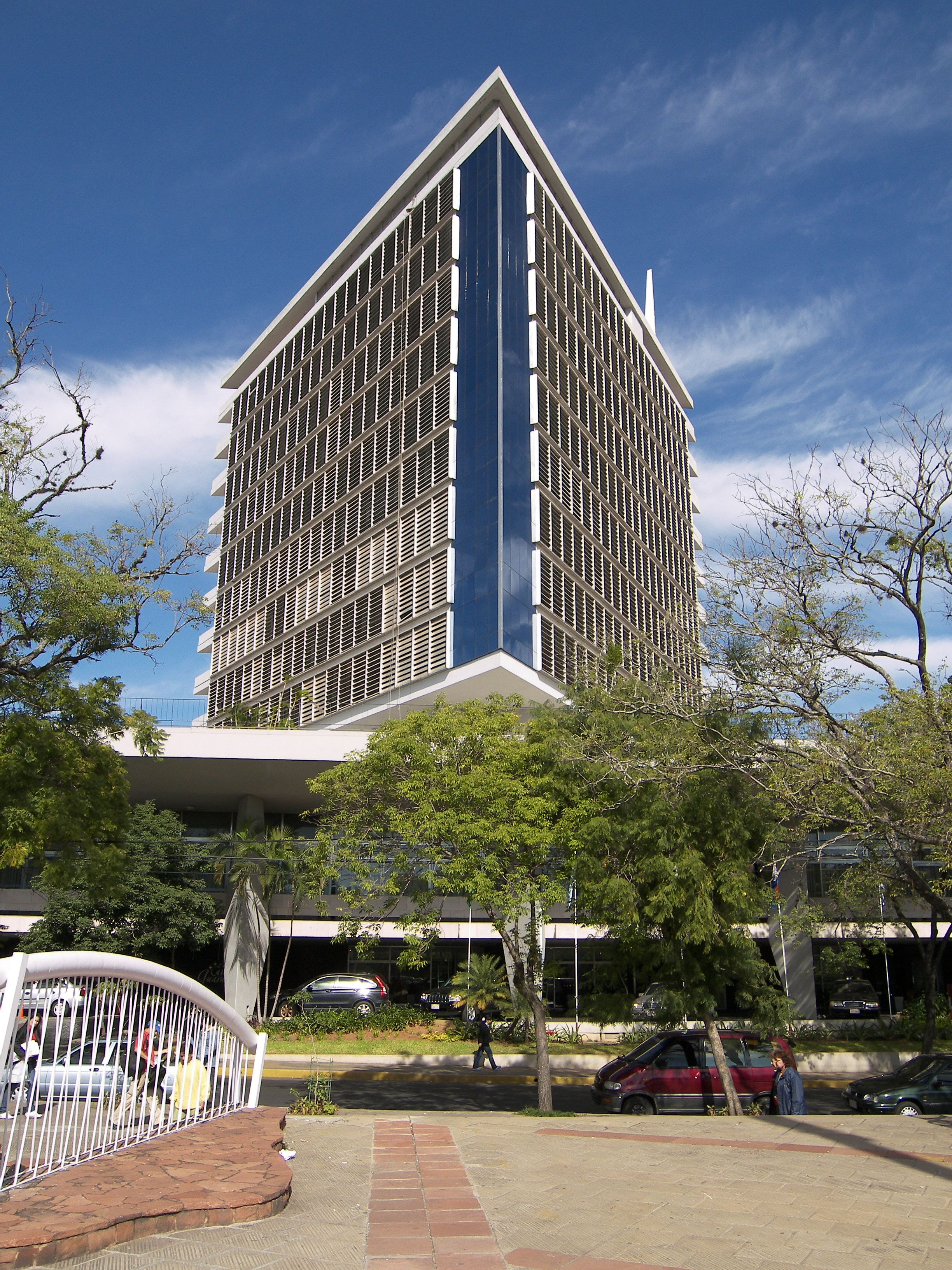
Готель «Гуарані».
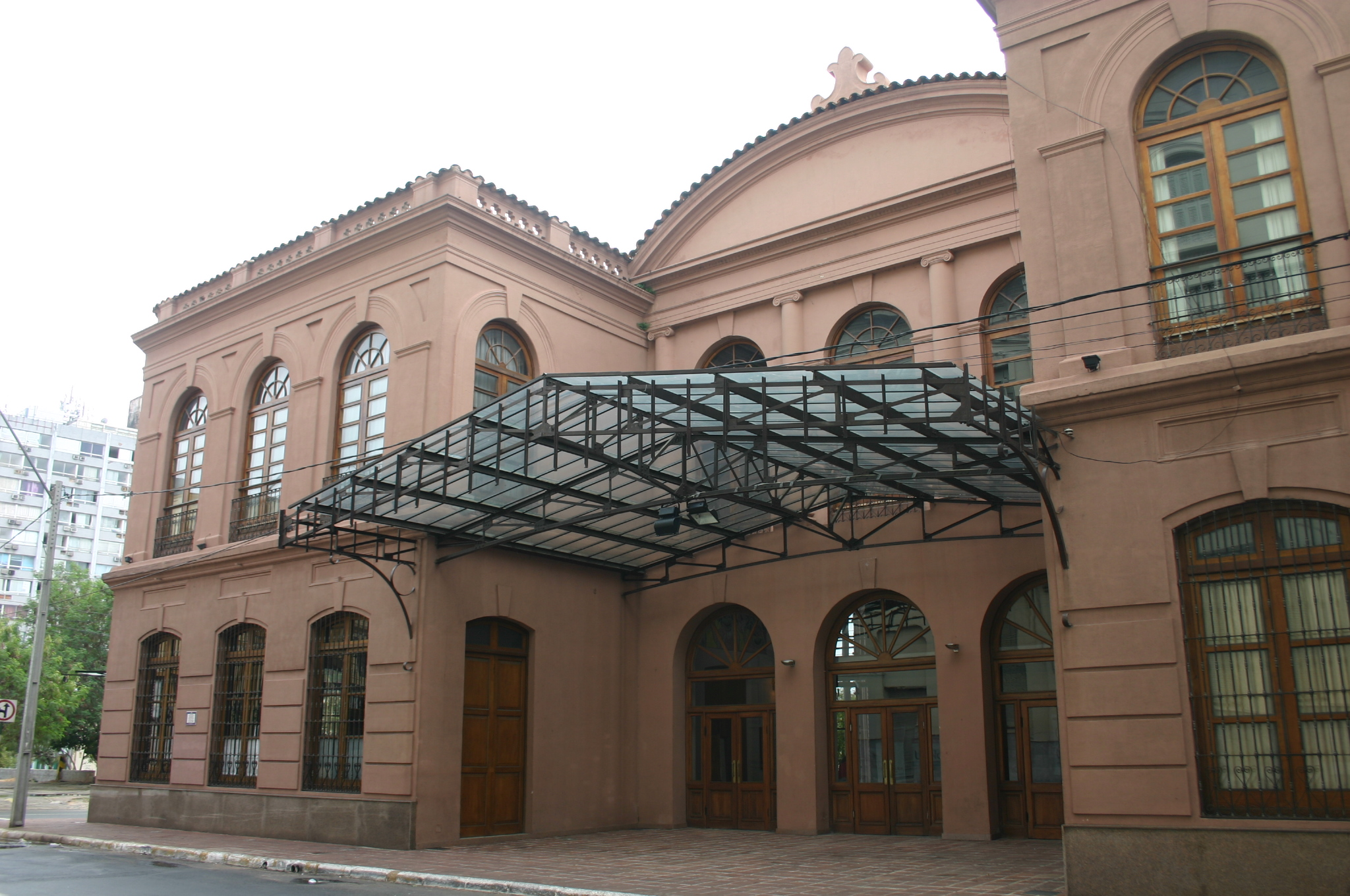
Муніципальний театр.
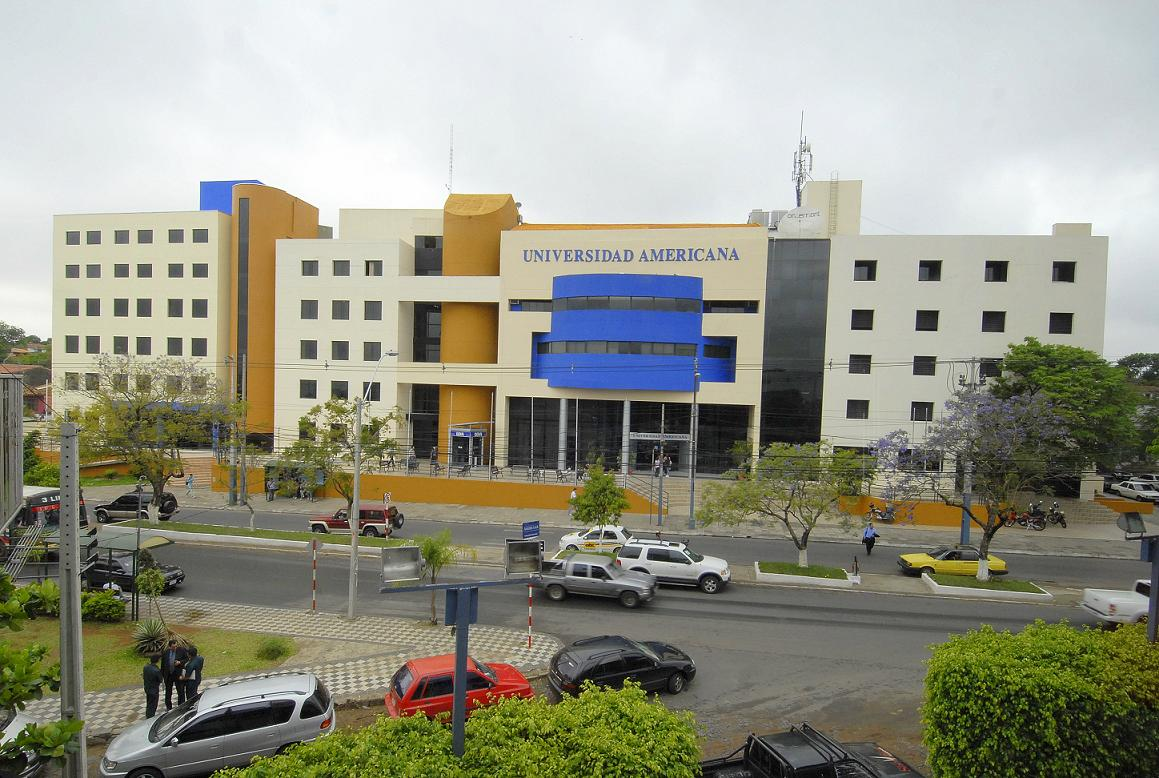
Американський університет.
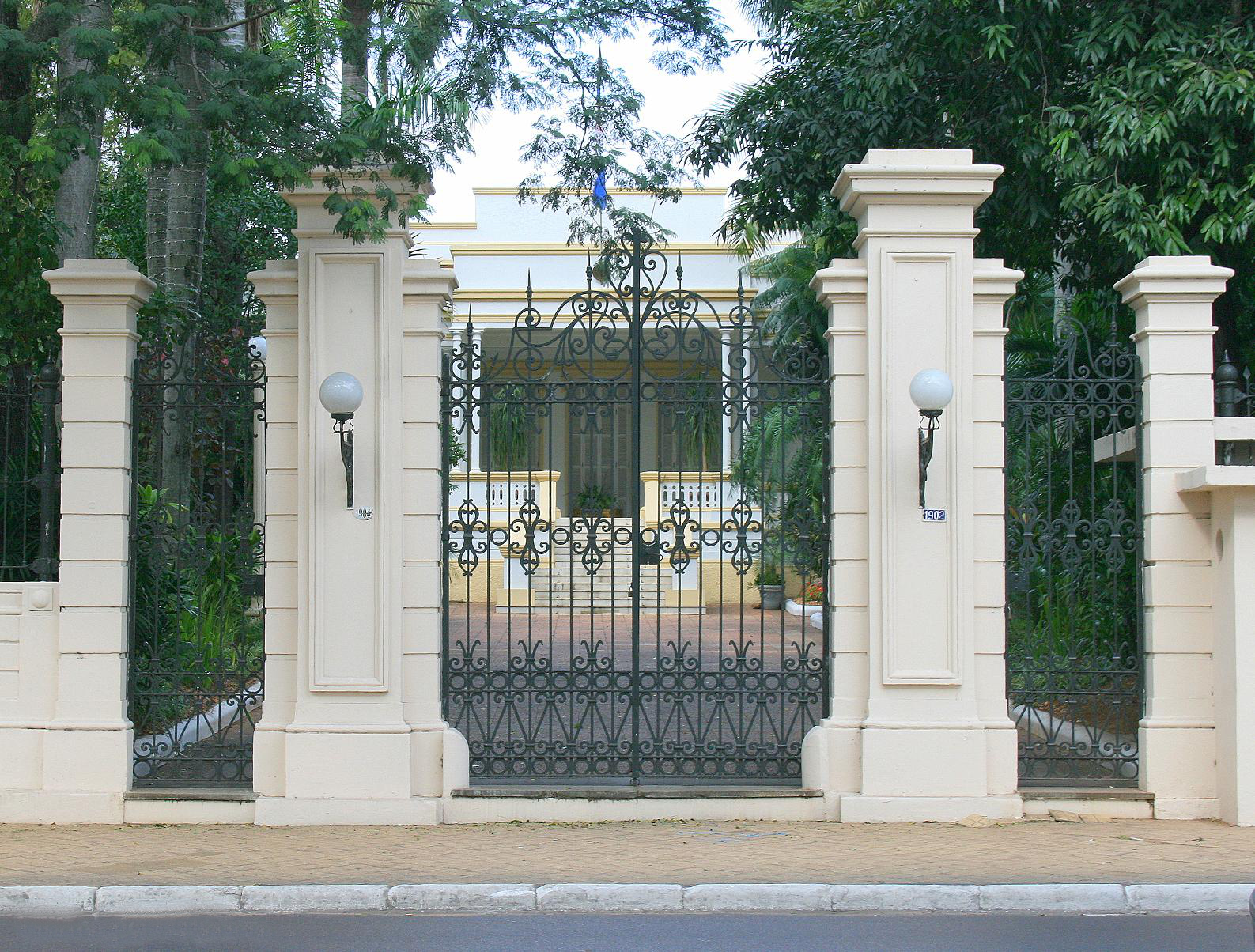
Мбурувіча Рога – резиденція президента Парагваю
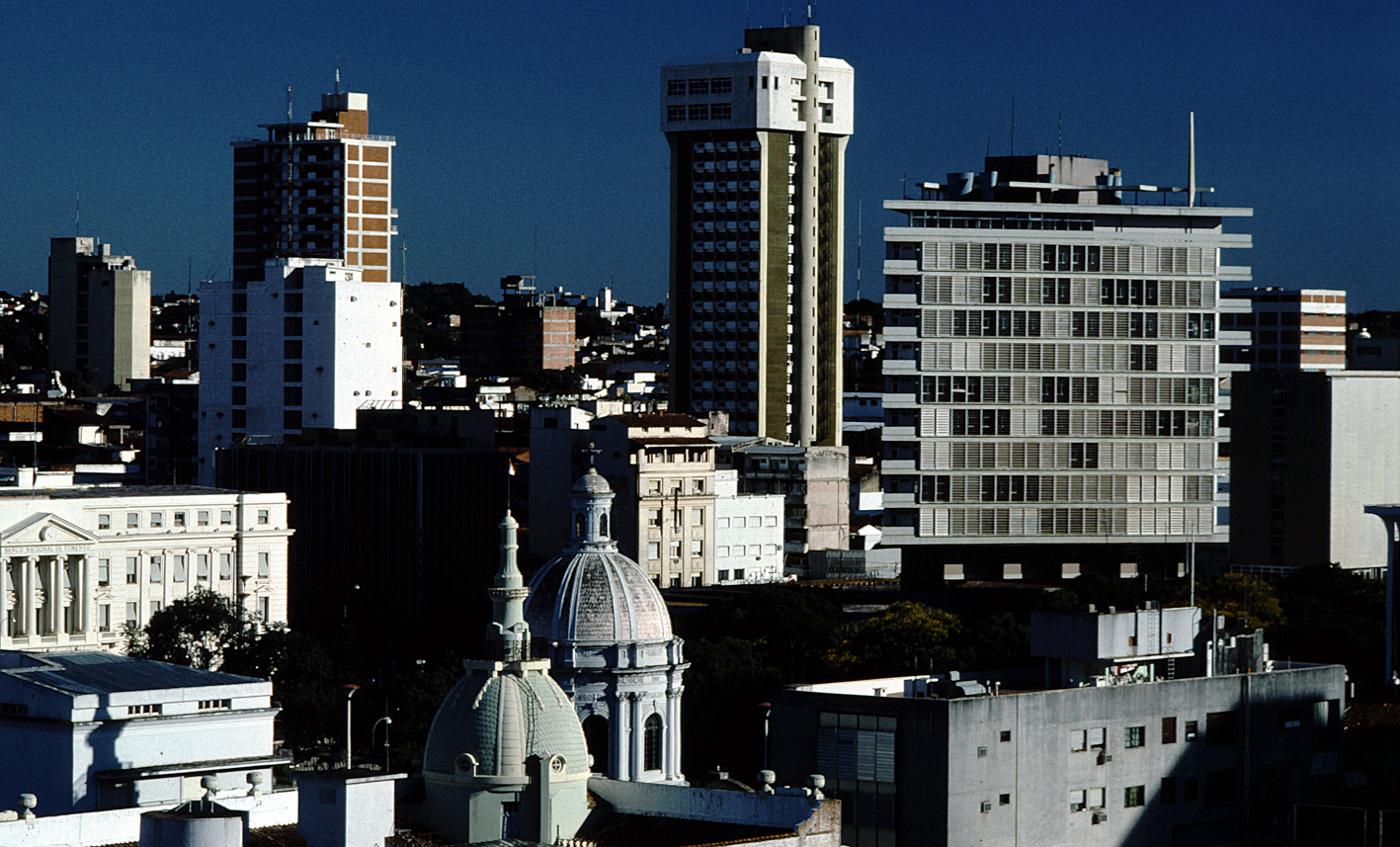
Вид на центр міста.
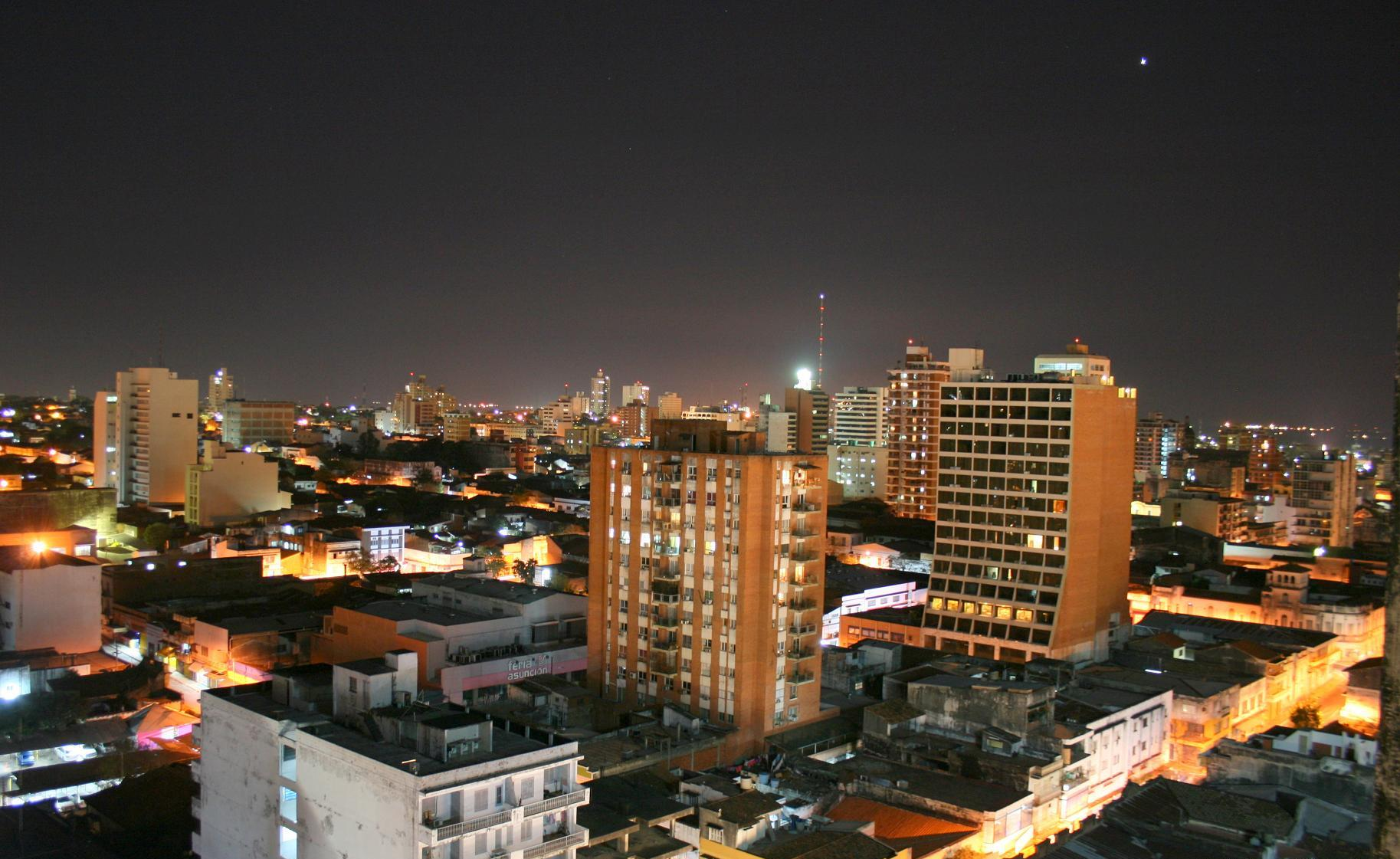
Асунсьйон вночі.
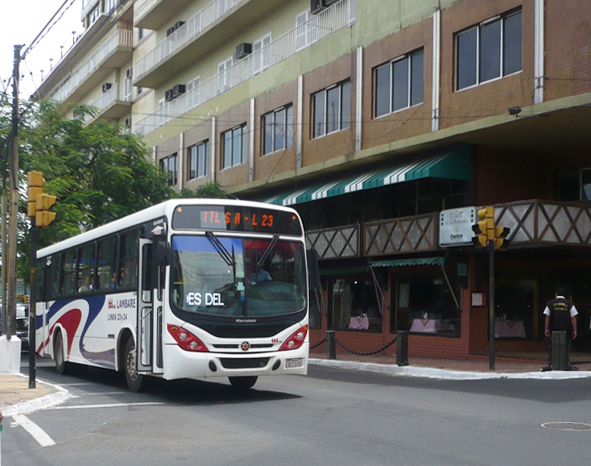
Нові автобуси на вулицях міста.
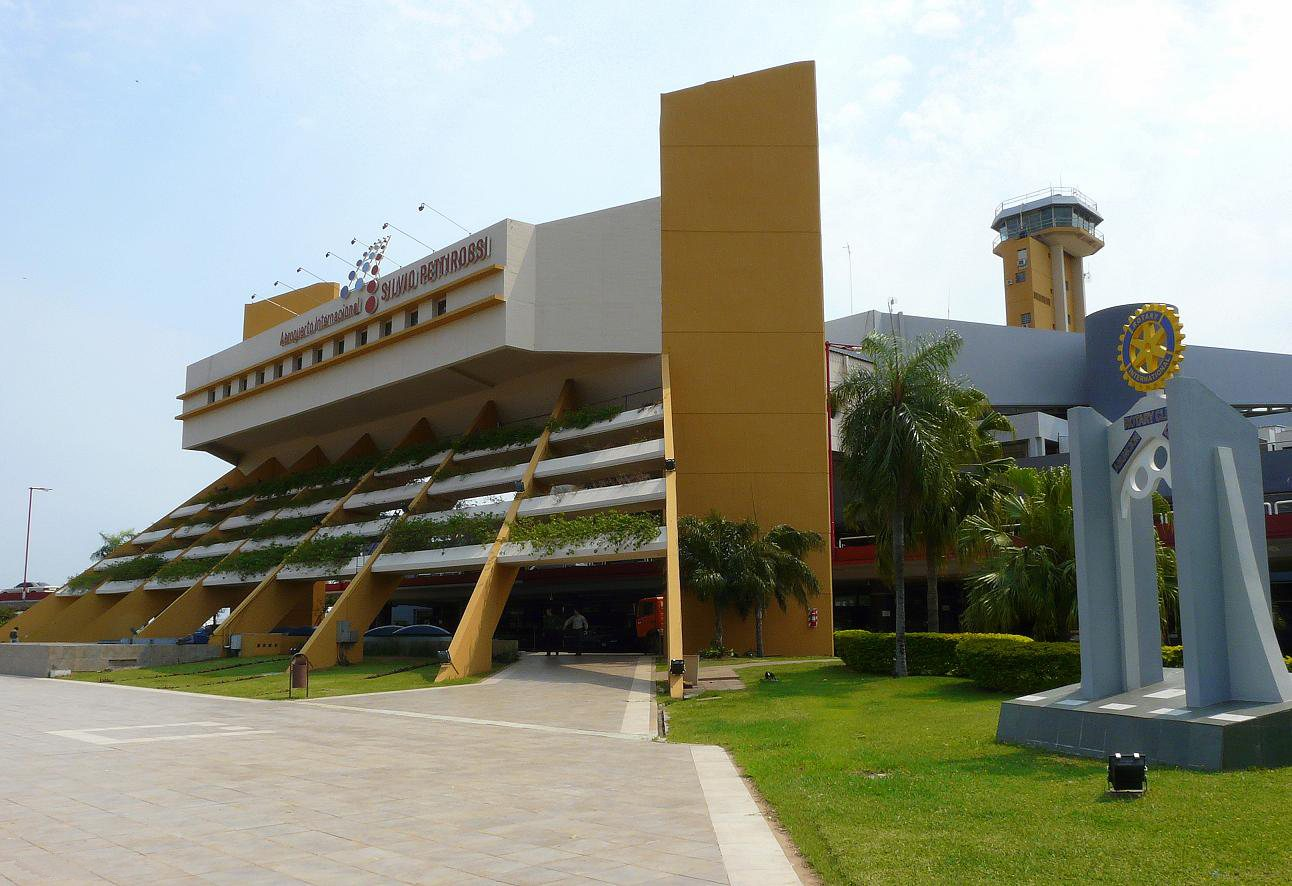
Міжнародний аеропорт Сільвіо Петтіроссі.
Головні шляхи міста.

## Міста-побратими
- Богота, Колумбія
- Каракас, Венесуела
- Ресістенсія, Аргентина
- Формоса, Аргентина
- Ла-Плата, Аргентина
- Буенос-Айрес, Аргентина
- Посадас, Аргентина
- Санта-Фе, Аргентина
- Ікіке, Чилі
- Кампінас, Бразилія
- Куритиба, Бразилія
- Сан-Пауло, Бразилія
- Трухільйо, Перу
- Чимботе, Перу
- Тіба, Японія
- Мадрид, Іспанія
- Маямі-Дейд, США
- Нью-Йорк, США
- Санта-Крус, Болівія
- Пуебла, Мексика
- Мехіко, Мексика
- Тайпей, Тайвань